# Glenea cancellata
Glenea cancellata é uma espécie de escaravelho da família Cerambycidae. Foi descrita por James Thomson em 1865.